# Roland Baudric
Roland Georges Baudric (ur. 25 stycznia 1925 w Bordeaux, zm. 21 listopada 2012 w Langon) – francuski zapaśnik walczący w stylu wolnym. Olimpijczyk z Londynu 1948, gdzie zajął piąte miejsce w kategorii do 52 kg.

## Letnie Igrzyska Olimpijskie 1948
| Konkurencja       | Rundy eliminacyjne    | Rundy eliminacyjne    | Rundy eliminacyjne | Rundy eliminacyjne      | Klas. końcowa |
| Konkurencja       | Przeciwnik I          | Przeciwnik II         | Przeciwnik III     | Przeciwnik IV           | Miejsce       |
| ----------------- | --------------------- | --------------------- | ------------------ | ----------------------- | ------------- |
| 52 kg styl wolnym | Adolphe Lamot (BEL) Z | Halit Balamir (TUR) P | wolny los          | Thure Johansson (SWE) P | 5.            |